# Општина Ново Село (Видин)
Општина Ново Село (буг. Община Ново село) је општина на северозападу Бугарске и једна од једанаест општина Видинске области. Општински центар је село Ново Село. Према подацима са пописа из 2021. године општина је имала 2.375 становника. Простире се на површини од 109,49 km².
Општина се на северу и североистоку граничи са Румунијом где природну границу чини река Дунав, на западу се граничи са општином Брегово, а на југу са општином Видин.

## Насељена места
Општину чине пет села:
- Винарово
- Неговановци
- Ново Село
- Флорентин
- Јасен